# René Makondele
René Muzola Makondele (* 20. April 1982 in Kinshasa, Zaire) ist ein kongolesischer Fußballnationalspieler, der zurzeit vereinslos ist.

## Leben

### Karriere
Makondele gilt als einer der besten offensiven kreativen Mittelfeldspieler in der schwedischen höchsten Liga Fotbollsallsvenskan. Er gewann mit dem Verein Djurgårdens IF zweimal die Schwedische Meisterschaft und wurde zweimal Schwedischer Pokalsieger.
Im Sommer 2007 wechselte er zum schwedischen Topclub Helsingborgs IF, bei dem er mit dem schwedischen Stürmerstar Henrik Larsson die Offensive organisierte. Die Transfersumme lag bei geschätzten 700.000 bis 800.000 Euro.
Im Juli 2010 wechselte Makondele für 500.000 Euro zum Ligakonkurrenten BK Häcken, beim Göteborger Klub unterschrieb er einen Dreijahresvertrag. An der Seite von David Frölund, Christoffer Källqvist und Mattias Östberg erspielte er sich einen Stammplatz in der von Peter Gerhardsson trainierten Mannschaft. Stand er in der Offensive zunächst im Schatten von John Chibuike, Jonas Henriksson und Mathias Ranégie, so entwickelte er sich ab der Spielzeit 2011 – insbesondere nach den Abgängen von Ranégie und Chibuike am Ende der Sommertransferperiode im August 2011 – zum torgefährlichen Akteur. Zu Beginn der folgenden Saison übernahm er zeitweise gemeinsam mit seinem neuen Stürmerkollegen Abdul Majeed Waris die Spitze der Torschützenliste der schwedischen Meisterschaft.

### Privates
Sein Cousin Guy-Guy Lema spielte einige Jahre auch in Schweden und steht momentan in Belgien beim RCS Verviers unter Vertrag. Ein weiterer Cousin, Cedric Kuanzambi Barssabas, spielte den Großteil seiner Karriere in Deutschland, u. a. für den TSV 1860 Hanau, SG Bruchköbel, Eintracht Bad Kreuznach und den VfR Kesselstadt 1925.

## Erfolge
- Schwedischer Meister: 2002, 2003
- Schwedischer Pokalsieger: 2002, 2004